# Merve Çoban
Merve Çoban (Bafra, Samsun, 25 de gener de 1993) és una karateca turca, campiona d'Europa 2019 (kumite, -61 kg.).